# مزواورش
مزواورش (به مجاری:  Mezőörs) یک شهرداری در مجارستان است که در ناحیه دیور واقع شده‌است. مزواورش ۴۸٫۴۸ کیلومتر مربع مساحت و ۹۹۸ نفر جمعیت دارد.